# 长虹电器

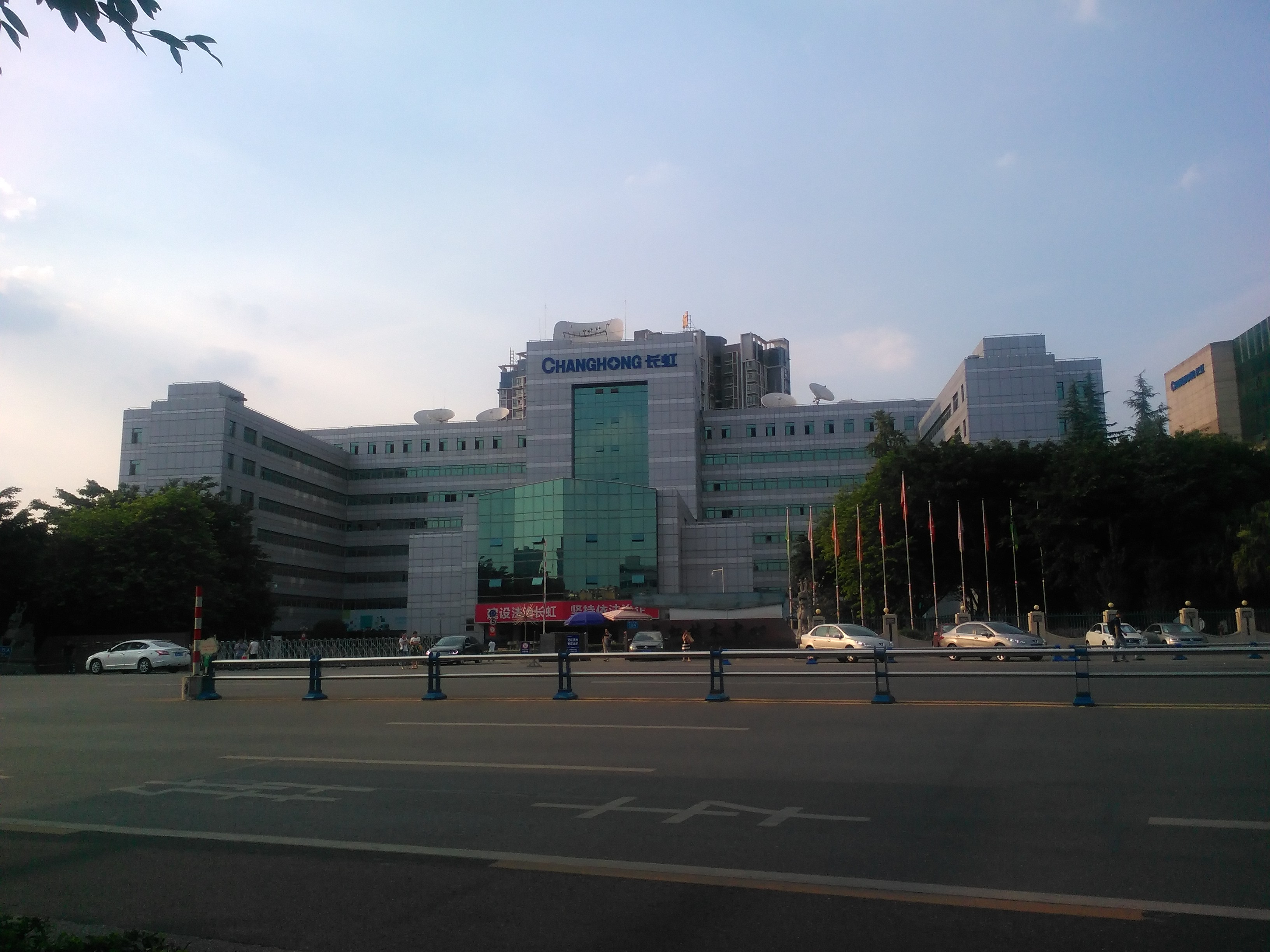
四川长虹总部

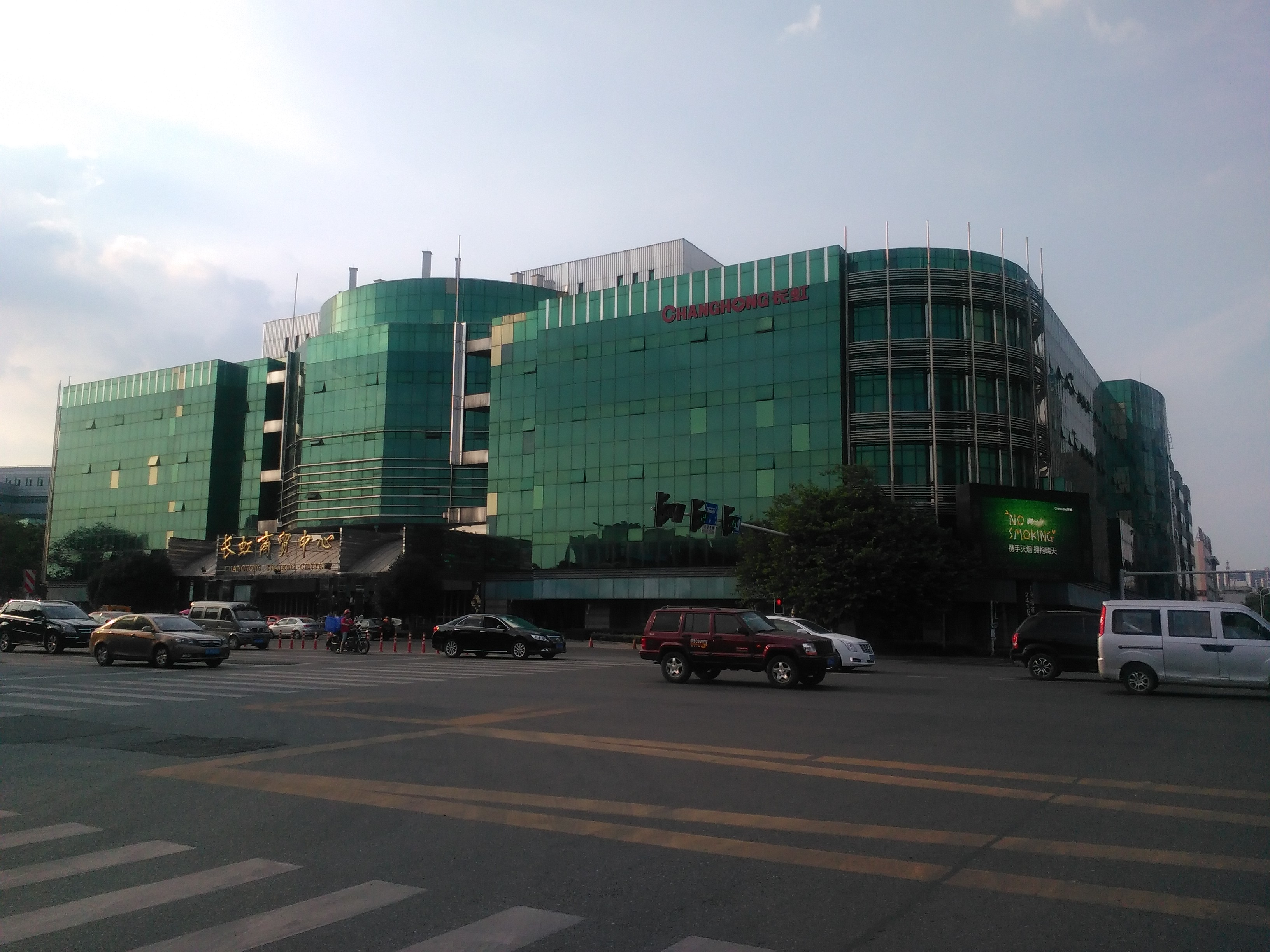
长虹商贸中心

四川长虹电器股份有限公司（上交所：600839），简称四川长虹或长虹（英文：Changhong 或 CHiQ）。总部位于中国四川省绵阳市高新区，是国有家电企业，前身是国营长虹机器厂。长虹创立于1958年，是中国大陸最大彩电生产基地，已进入世界500强行列。长虹在美国硅谷、日本、上海和深圳分别设立了研发中心，先后合资组建了吉林长虹、江苏长虹、广东长虹三大家电制造基地，在海外设立了欧洲长虹、澳大利亚长虹、印尼长虹，数字电视等产品在全球120多个国家和地区均有销售。
长虹在“一五期间”是生产机载雷达的地方，建国初期国家156家重点建设项目之一，国家六家技术创新试点企业之一，是目前中国新一代战机“歼十”的动力电池唯一生产厂。主要家电产品有彩电（含液晶电视、等离子电视等智能3D电视）、投影机（DLP技术）、空调（家用空调、中央空调）、冰箱、洗衣机、数码（smart center、音响）、通讯（手机）、电池（军用、民用）、小家电（电风扇、取暖器、厨卫、电饭煲、电磁炉、太阳能热水器）等等。

## 历史

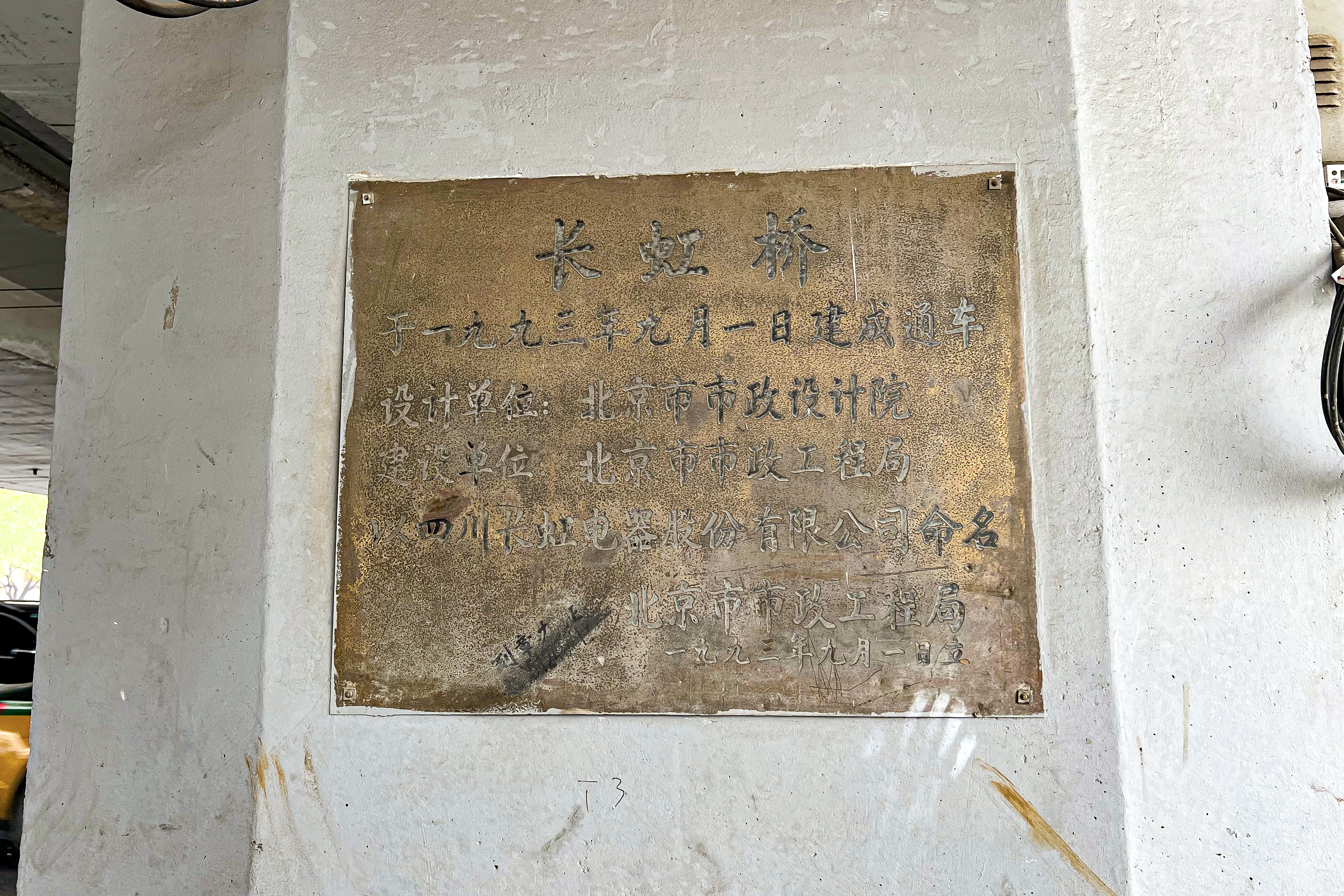
长虹电器1993年为北京东三环长虹桥冠名

1958年10月，780厂（军品工厂代码）在四川省绵阳市动土施工；1964年7月，780厂完成第一个机载歼击雷达（SL-1（201））试制并在河北沧州首次试飞；1965年3月，中国四机部将780厂第二厂名由“国营四川无线电厂”更改为“国营长虹机器厂”。
1968年11月，长虹第一个机载单脉冲歼击雷达SL-2（645）试飞成功，批量投产；1972年12月，长虹开始上电视机项目；1973年，长虹开始研制黑白电视；1985年3月，中国第一台国产化彩色电视机CJ37A，通过电子工业部设计，生产一次性定型并批量生产；1986年8月，长虹从日本松下引进了第一条彩色电视机自动流水生产线，是中国大陆较早引进的彩电自动生产线。
1987年10月，四川长虹电子集团公司成立；1988年2月，中国第一个机载拦射火控雷达SL-5设计定型投产；1988年6月，长虹开始股份制改造，由国营长虹机器厂独家发起并控股的上市公司－四川长虹电器股份有限公司正式成立。
1989年12月，长虹被评为全国首批一级企业；1994年3月11日，四川长虹（SHA：600839）股票在上海证券交易所挂牌上市，成为沪市当时第一蓝筹股；1995年8月22日，第50届国际统计大会授予长虹公司“中国最大彩电基地”，长虹彩电“中国彩电大王”称号；同年，长虹通过了ISO9001质量体系认证；1997年4月，长虹荣获“中国驰名商标”。
2005年7月8日，长虹公司组建新的四川长虹电子集团有限公司董事会，赵勇担任四川长虹电子集团有限公司董事、董事长、总经理，公司党委副书记；王凤朝（已离职，现任四川省内江市副市长）担任四川长虹电子集团有限公司副董事长、四川长虹电器股份有限公司总经理；刘体斌担任四川长虹电子集团有限公司副董事长、公司党委书记，四川长虹电器股份有限公司常务副总经理；杨学军担任四川长虹电子集团有限公司党委常务副书记。
8月6日，“世界品牌实验室（WBL）”发布《中国500最具价值品牌》，长虹品牌价值达398.61亿元，居中国500最具价值家电品牌第二位，与2004年相比增幅达20.52%，创下家电品牌价值增长的最高纪录，是专业彩电企业中唯一进入世界品牌500强的企业（当年共有4家中国大陆企业入选世界品牌500强，分别是：四川长虹、联想、海尔、中国中央电视台（CCTV））。11月6日，广东格林柯尔企业发展有限公司将其持有的合肥美菱股份有限公司境内法人股的20.03%转让给四川长虹。
2006年4月，长虹推出“快乐创造C生活”的品牌主张，以消费者为中心，致力于为消费者创造聪明（Clever）、舒适（Comfort）、酷（Cool）的生活体验，长虹开始发力打造科技、时尚、快乐的国际化品牌形象。与徐静蕾签约成为长虹首位品牌形象代言人。6月16日，“世界品牌实验室（WBL）”发布《中国500最具价值品牌》，长虹品牌价值达437.55亿元（RMB），居中国500最具价值家电品牌第二位。
12月13日，四川世纪双虹显示器件有限公司（是四川长虹电子集团有限公司与彩虹集团电子股份有限公司为推进中国平板电视关键器件的自主开发和制造，共同出资于2006年7月12日在四川省绵阳市发起成立的合资公司）拟投资9990万美元，收购荷兰SteropeInvestmentsB.V公司75%的股权，从而间接持有韩国第三大等离子企业———欧丽安等离子有限公司（OrionPDPCo.Ltd）75%的股权。該年，长虹实现销售收入231亿元。
2007年，长虹电器股份有限公司与彩虹集团合资投产等离子（PDP）屏，双方斥资6.75亿美元建设中国第一条八面取PDP屏生产线。3月12日，长虹签约中国乒乓球队，长虹成为中国乒乓球队主赞助商、战略合作伙伴和中国乒乓球协会官方主赞助商，长虹产品同时成为“中国乒乓球队专用产品”、“中国乒乓球协会官方专用产品”，并享有相应的行业排他权。在未来四年中，双方将在市场推广、品牌推广等方面展开深度合作。
3月28日，长虹捷克家电生产基地实现量产，该基地是迄今为止中国在捷克投资最大的一个项目，也是中国家电企业在欧洲自主投资的第一个海外生产基地。6月1日，四川长虹与彩虹集团宣布，将联合建设国内第一条液晶玻璃基板生产线。长虹出资9750万元（人民币），占注册资本的25%。
6月18日，微软（中国）公司认购四川长虹非公开发行1500万股股份（价格为6.27元/股，约需投入9405万元人民币），双方在数字媒体领域，特别是家庭互联数字娱乐领域进行长期战略合作，但当年底中国证券监管部门否决了此次融资。
6月22日，世界品牌实验室（WBL）发布《中国500最具价值品牌》，长虹品牌价值达到583.25亿元（人民币），排名第六位（家电行业第二位），在2006年437.55亿元基础上增加145.7亿元，增幅达33.3%。在《世界品牌500强》排行榜中，长虹排名从2006年的325位跃升到299位。7月18日，长虹正式进军汽车电子制造业。长虹在东北建长虹长春工业园，主攻汽车电子制造，一期工程于2008年1月投产。
2009年，长虹集团于1月16日将持有的约2967万股四川长虹股票转让给IBM中国公司，交易总金额为1.08亿元，此次交易股份占四川长虹总股本的1.56%，IBM中国因此成为四川长虹第二大股东。

## 投资情况
| 控股子公司、合营企业、分公司名称 | 注册资本      | 控股比例 | 经营范围                                                                                   | 备注                                             |
| -------------------------------- | ------------- | -------- | ------------------------------------------------------------------------------------------ | ------------------------------------------------ |
| 吉林长虹电子有限责任公司         | 2666万元      | 55%      | 电视机，广播电视产品等                                                                     | 原长春市无线电一厂，与长春虹桥电器厂合资         |
| 江苏长虹电视机有限公司           | 4276万元      | 60.52%   | 广播电视设备等                                                                             | 与南通三元实业合资                               |
| 四川长虹汽车运输有限公司         | 800万元       | 90.%     | 提供汽车运输服务，汽车维修等                                                               | 与长虹集团合资                                   |
| 广东长虹电子有限公司             | 2.8亿元       | 83.93%   | 生产、销售：视频产品、视听产品、电池产品等                                                 | 与中山市南头镇工业发展有限公司合资               |
| 长虹电器（澳大利亚）有限公司     | 96.24万澳元   | 100%     | CELESTIAL和长虹电器产品销售、长虹品牌经营及售后服务工作                                    | 注册地：澳大利亚墨尔本                           |
| 中山长虹电器有限公司             | 8000万元      | 90%      | 生产、加工、销售：空调器、电视机、镭射影碟机等                                             | 原中山三荣空调厂，与中国五金矿产进出口总公司合资 |
| 四川长虹佳华信息产品有限责任公司 | 18121.5万元   | 99.33%   | 计算机软件、硬件及配件、电子及非专控通信设备 的研发、销售、生产、制造等                    | 原上海朝华科技有限公司                           |
| 上海长虹空调销售有限公司         | 500万元       | 100%     | 长虹空调的销售、维修、安装与售后服务                                                       |                                                  |
| 四川长虹信息技术有限责任公司     | 1800万元      | 99.5%    | 计算机通讯与家电（3C）相关软硬件产品                                                       |                                                  |
| 绵阳国虹通讯数码集团有限责任公司 | 2亿元         | 45%      | 通讯终端以及其他个人移动、消费电子产品                                                     | 法人代表：万明坚                                 |
| 四川长虹网络科技有限责任公司     | 5000万元      | 80%      | 数字电视机顶盒、数字卫星地面接收设施等                                                     |                                                  |
| 长虹（香港）贸易有限公司         | 1000万港币    | 100%     | 商业贸易                                                                                   |                                                  |
| 四川虹微技术有限公司             | 2000万元      | 70%      | 计算机、通信与家电（3C）相关的集成电路和软件                                               |                                                  |
| 四川长虹电子系统有限公司         | 2000万元      | 80%      | 应用电视、大屏幕显示产品、数字监控产品、税控机、车载电子产品                               |                                                  |
| 四川长虹模塑科技有限公司         | 1.2亿元       | 93.17%   | 模具、塑料制品                                                                             |                                                  |
| 合肥长虹美菱制冷有限公司         | 2000万元      | 90%      | 电器、电子产品、机械产品及其相关配件                                                       | 与合肥美菱股份有限公司合资                       |
| 长虹欧洲电器有限责任公司         | 200万捷克克朗 | 100%     | 电子产品                                                                                   | 注册地：捷克布拉格                               |
| 广东长虹数码科技有限公司         | 4000万元      | 80%      | 音视屏产品、激光读写产品、磁记录产品、数码相机等                                           |                                                  |
| 四川长虹创新投资有限公司         | 1亿元         | 95%      | 创业投资及能源、交通、房地产、工业、科技产业项目等的投资经营                               | 与长虹集团公司合资                               |
| 四川长虹包装印务有限公司         | 1500万元      | 95%      | 包装印刷材料的研发、制造、销售、印刷制版处理                                               |                                                  |
| 四川长虹精密电子科技有限公司     | 6800万元      | 95%      | 电子电器产品研发，电子元器件经营，精密设备、仪器维修                                       |                                                  |
| 四川长虹技佳精工有限公司         | 3500万元      | 95%      | 机械设备及通用零部件设计、制造加工销售，金属表面处理热处理，人造纤维板加工                 |                                                  |
| 四川长虹器件科技有限公司         | 8000万元      | 95%      | 调频器件、数字卫星调谐器、高压器件、印刷电路板、网板、模具工装遥控器、电子类变压器         |                                                  |
| 四川长虹新能源有限公司           | 5000万元      | 98%      | 电池系列产品、光电、光热转换及利用产品的研发、制造、销售及相关技术服务                     |                                                  |
| 绵阳虹发模型设计制作有限公司     | 300万元       | 50%      | 塑胶模型设计、制作、加工、销售                                                             | 与深圳市恒发宏模型设计有限公司合资               |
| 湖南长虹空调销售有限公司         | 500万元       | 100%     | 销售空调并提供安装、维修服务                                                               |                                                  |
| 四川长虹大酒店有限责任公司       | 3000万元      | 30%      | 住宿、餐饮、文化娱乐、美容美发、洗衣服务，日用百货零售等                                   |                                                  |
| 绵阳长鑫新材料发展有限公司       | 6000万元      | 35%      | 塑料、化工材料的开发、研究、加工、制造、技术服务、销售、技术转让等                         |                                                  |
| 绵阳虹润电子有限公司             | 2000万元      | 35%      | 电子连接器、电源线、线束、精密组件、电子元器件的研发、生产、销售；电子产品销售等           |                                                  |
| 四川景虹包装制品有限公司         | 4088万元      | 35%      | 生产用于电视、空调等家电及其他产品的抗震包装泡沫，空调等家电的以塑代钢工程塑料结构件的生产 |                                                  |
| 四川长新制冷部件有限公司         | 2000万元      | 35%      | 空调压缩机配件、组件制造、销售                                                             |                                                  |
| 四川长和科技有限公司             | 91万美元      | 35%      | 橡胶制品、橡胶模具、橡胶材料的生产、销售                                                   |                                                  |
| 四川长虹置业有限公司             | 800万元       | 25%      | 房地产开发、投资、咨询及销售、房屋租赁、房地产中介经纪服务等                               |                                                  |
| 长虹佳华控股有限公司 (3991.HK)   | 1.6亿港元     | 29.99%   | 消费者电子产品采购及销售业务                                                               |                                                  |
| 深圳聚龙光电有限公司             | 2000万元      | 10%      | 薄膜晶体管、液晶显示面板、模组及相关产品                                                   |                                                  |
| 闪联信息技术工程中心有限公司     | 4950万元      | 10.1%    | 技术开发、技术转让、技术咨询、技术服务；销售自行开发后的产品                               |                                                  |

## 股市上的四川长虹
1993年四川长虹（SHA：600839）股票在上海证券交易所上市之后，以公司极强的盈利能力及成长性，受到广大投资人的认可和追捧，做了近六年的中国证券市场大蓝筹股，与深市的蓝筹股深发展同为市场的龙头股。
在做龙头股的日子里，股市上的四川长虹往往一呼百应，涨跌均在市场前列，成交额则常常占整个上海市场的一成以上。在中国股市的前十年，四川长虹从股市的总融资额也排所有公司前列，有力地促进了长虹的发展。
1999年的5·19行情中，四川长虹、深发展和科技股带领两市走出了一波几年不遇的大行情。但随着国内彩电业的竞争加剧，长虹的业绩大不如前，在股票市场的影响力也每况愈下。长虹的价格战同时也拖垮了它的一个紧密的商业伙伴，另一家上市公司郑州百文。至2001年7月25日宝钢股份的流通市值超过了四川长虹，长虹走下了第一权重股的位置，正式告别了在股市上呼风唤雨的风云岁月。

### 转配股上市违规事件
1995年8月21日，四川长虹转配股违规进入市场流通，造成市场动荡，原因是配股承销商中经开和上财证两公司在上海证券交易所的放行下将包销的股票部份抛售，获得几千万元的非法收益。长虹股票因此停牌两个多月，复牌后股价下跌，拖累上证指数下挫至年内高点的70%。事后，中国证监会批评了长虹公司和上交所，并没收了中经开的非法收入。